# 4-й армейский корпус (Российская империя)
4-й армейский корпус — общевойсковое оперативное соединение (армейский корпус) Русской императорской армии. Сформирован 19 февраля 1877 года в составе 16-й, 30-й пехотных дивизий и 4-й кавалерийской дивизии.
Следует иметь в виду, что в Русской императорской армии в 1833—1864 годах существовал 4-й пехотный корпус.

## Состав
До начала Первой мировой войны входил в Виленский военный округ. Состав на 18 июля 1914 года:
- 30-я пехотная дивизия
- 40-я пехотная дивизия
- 4-й мортирно-артиллерийский дивизион
- 2-й сапёрный батальон
- 3-й обозный батальон

В январе 1918 года командованием Румынского фронта принято решение белоруссизировать штаб и части, входящие в корпус, и сформировать на их основе Белорусскую пехотную дивизию. В связи с этим 11 февраля 1918 года приказано расформировать штаб корпуса, все его управления и входящие в него части.

## Командование корпуса

### Командиры
- 19.02.1877 — 16.04.1878 — генерал-лейтенант Зотов, Павел Дмитриевич
- 16.04.1878 — 10.06.1878 — генерал-лейтенант Верёвкин, Владимир Николаевич
- 10.06.1878 — 30.08.1878 — генерал-лейтенант Циммерман, Аполлон Эрнестович
- 04.02.1879 — 25.06.1882 — генерал-лейтенант (с 14.01.1881 генерал от инфантерии) Скобелев, Михаил Дмитриевич
- 12.07.1882 — 23.11.1891 — генерал-лейтенант (с 30.08.1891 генерал от инфантерии) Петрушевский, Михаил Фомич
- 11.12.1891 — 08.03.1895 — генерал-лейтенант Косич, Андрей Иванович
- 14.03.1895 — 17.12.1895 — генерал-лейтенант Духонин, Михаил Лаврентьевич
- 30.12.1895 — 30.03.1896 — генерал-лейтенант Скалон, Василий Данилович
- 29.04.1896 — 16.03.1898 — генерал-лейтенант Перлик, Пётр Тимофеевич
- 02.04.1898 — 01.10.1899 — генерал-лейтенант граф Комаровский, Дмитрий Егорович
- 01.10.1899 — 27.12.1906 — генерал-лейтенант (с 06.12.1904 генерал от инфантерии) Маслов, Игнатий Петрович
- 27.12.1906 — 22.11.1908 — генерал-лейтенант Кашталинский, Николай Александрович
- 22.11.1908 — 02.02.1914 — генерал-лейтенант (с 18.04.1910 генерал от кавалерии) Новосильцов, Антон Васильевич
- 02.02.1914 — 23.07.1917 — генерал-лейтенант (с 14.04.1913 генерал от инфантерии, с 19.03.1914 генерал от артиллерии) Алиев, Эрис Хан Султан Гирей
- 23.07.1917 — 23.10.1917 — генерал-лейтенант Карепов, Николай Николаевич
- 16.11.1917 — хх.хх.хххх — командующий генерал-майор Меницкий, Иосиф Болеславович-Иванович

### Начальники штаба
- 01.03.1877 — 02.03.1878 — полковник (с 14.09.1877 генерал-майор) Новицкий, Николай Дементьевич
- 07.04.1878 — 10.08.1882 — генерал-майор Духонин, Михаил Лаврентьевич
- 10.08.1882 — 24.01.1887 — генерал-майор Саранчёв, Владимир Семёнович
- 25.01.1887 — 15.03.1890 — генерал-майор Тимлер, Александр Карлович
- 25.03.1890 — 16.04.1892 — генерал-майор Штрик, Александр Николаевич
- 08.06.1892 — 20.11.1893 — генерал-майор Ставровский, Константин Николаевич
- 24.01.1894 — 31.07.1895 — генерал-майор Каменецкий, Дмитрий Алексеевич
- 14.11.1895 — 02.11.1899 — генерал-майор Бухгольц, Владимир Егорович
- 20.11.1899 — 21.06.1901 — генерал-майор Бертельс, Остап Андреевич
- 02.08.1901 — 11.10.1904 — генерал-майор Корнеев, Владимир Петрович
- 21.10.1904 — 04.02.1906 — генерал-майор Клембовский, Владислав Наполеонович
- 16.02.1906 — 01.05.1913 — генерал-майор Истомин, Николай Михайлович
- 01.05.1913 — 14.12.1914 — генерал-майор Десино, Константин Николаевич
- 14.12.1914 — 11.03.1917 — генерал-майор Меницкий, Иосиф Болеславович-Иванович
- 11.03.1917 — хх.01.1918 — генерал-майор Дядюша, Сергей Иванович
- 09.01.1918[3] — хх.хх.1918 — полковник Давыдов, Анатолий Иванович

### Начальники артиллерии
В 1910 году должность начальника артиллерии корпуса была заменена должностью инспектора артиллерии, и 26.07.1910 последний начальник артиллерии корпуса А. В. Святловский был назначен инспектором артиллерии корпуса.
Должность начальника / инспектора артиллерии корпуса соответствовала чину генерал-лейтенанта. Лица, назначаемые на этот пост в чине генерал-майора, являлись исправляющими должность и утверждались в ней одновременно с производством в генерал-лейтенанты
- 19.03.1877 — 27.06.1879 — генерал-лейтенант Башилов, Пётр Александрович
- 27.06.1879 — 07.09.1887 — генерал-майор (с 15.05.1883 генерал-лейтенант) Лишин, Григорий Николаевич
- 19.03.1888 — 19.07.1888 — и. д. генерал-майор Свиты Е. И. В. Щёголев, Александр Петрович
- 07.08.1888 — 05.06.1889 — генерал-майор (с 30.08.1888 генерал-лейтенант) Сиверс, Михаил Александрович
- 30.08.1889 — 15.11.1890 — генерал-лейтенант Дитерикс, Давыд Егорович
- 17.12.1890 — 04.02.1893 — генерал-майор (с 30.08.1892 генерал-лейтенант) Скворцов, Александр Николаевич
- 04.02.1893 — 30.01.1900 — генерал-майор (с 30.08.1894 генерал-лейтенант) Волковицкий, Виктор Михайлович
- 17.02.1900 — 09.05.1906 — генерал-майор (с 06.12.1901 генерал-лейтенант) Измайлович, Адольф Викентьевич
- 12.06.1906 — 19.06.1908 — генерал-майор (с 22.04.1907 генерал-лейтенант) Бодзенто-Беляцкий, Владимир Данилович
- 03.07.1908 — 10.05.1916 — генерал-майор (с 02.01.1909 генерал-лейтенант) Святловский, Анатолий Владимирович
- 31.05.1916 — 12.09.1916 — и. д. генерал-майор Шейдеман, Георгий Михайлович
- 15.09.1916 — 26.03.1917 — генерал-лейтенант Ромишевский, Модест Владиславович
- 26.03.1917 — хх.хх.хххх — и. д. генерал-майор Данилов, Василий Николаевич